# Predicato nominale
Il predicato nominale (in latino praedicatum, "ciò che viene affermato") è una delle due forme in cui può presentarsi il predicato (l'altra è il predicato verbale); esso attribuisce al soggetto una condizione, una qualità o un modo di essere tramite l'uso del verbo essere.

## Da cosa è formato
In italiano il predicato nominale si forma con:
- il verbo essere (che non indica stare, trovarsi e appartenere) detto copula
- un aggettivo o un sostantivo, mai accompagnati da preposizioni, detto nome del predicato o parte nominale. Possono svolgere questa funzione anche parti del discorso diverse, purché sostantivate o aggettivate, come in era esistente [participio presente], oppure espressioni di tipo avverbiale, come in era in ritardo.[1]

Un esempio: il cielo è blu: in questo caso il verbo "è" costituisce la copula e l'aggettivo "blu" la parte nominale.

## Concordanza tra soggetto e nome del predicato
- Se il nome del predicato è un aggettivo, si concorda col soggetto; per esempio: lui è tranquillo, lei è contenta
- Se il nome del predicato è un nome, può concordare o meno con il soggetto; per esempio: lui è professore, lei è professoressa, ma anche lui è un medico, lei è un medico.

## I complementi predicativi
Secondo Lingua comune, tutti i verbi copulativi diversi da essere (come sembrare e diventare) formano dei predicati nei quali la parte verbale è detta predicato con verbo copulativo e quella nominale complemento predicativo del soggetto.

## Aggettivi di relazione
Nel predicato nominale non possono figurare aggettivi di relazione, né come nomi del predicato né all'interno di complementi predicativi. Risultano agrammaticali frasi come *Questa superficie è lunare o *Questa serata sembra musicale.